# DOA: Живі чи мертві
«DOA: Живі чи мертві» (англ. DOA: Dead or Alive) — карате-фільм 2006 року, створений за мотивами серії файтингів «Dead or Alive». Фільм було випущено у світовий прокат у вересні 2006 року, але в Північній Америці він вийшов лише 15 червня 2007.

## Сюжет
Фільм починається в храмі принцеси Касумі. Хаябуса розповідає їй про смерть її брата. Не бажаючи цьому вірити, вона залишає храм, стаючи ізгоєм — синобі. Перш ніж піти, її перехоплює Аяне, яка попереджає, що якщо Касумі залишить їх клан, то Аяне буде зобов'язана вбити її. Перемахуючи через стіну храму і відлітаючи на розкладному дельтаплані, Касумі ловить летячий сюрикен з написом «Ви запрошені на DOA».
У морі Тіна Армстронг сперечається по телефону зі своїм батьком про її кар'єру професійного реслера, засмагаючи на своїй яхті. Яхту намагається забрати банда піратів на чолі з Робіном Шу, але Тіна швидко перемагає всіх бандитів. Потім у її човен встромлюється сюрикен DOA.
У готелі Гонконгу Крісті Аллен допитує слідчий після крадіжки діамантів. Одягнена лише в рушник, вона обеззброює і перемагає всіх поліцейських, а потім переховується на мотоциклі. Весь цей час за нею спостерігає її колишній напарник Максимільян Марш. По дорозі вона отримує свій сюрикен.
Ці три дівчини згодом летять на приватному літаку разом з групою запрошених бійців, включаючи Макса і Басса Армстронга, батька Тіни, який також є реслером. Літак летить на острів DOA. По телевізору Хелена Дуглас робить їм сюрприз — щоб потрапити на острів, їм необхідно стрибнути з парашутами і дістатися до комплексу DOA до заходу сонця. Випадково, троє вищезгаданих дівчат опускаються на землю разом, і їм доводиться працювати разом, щоб забратися по величезній статуї Будди. Також, Касумі мигцем помічає фіолетове волосся Аяне і розуміє, що за нею пішла ніндзя-вбивця. Діставшись до комплексу, всі бійці зустрічають доктора Віктора Донована, організатора DOA в цьому році, який пояснює, що на переможця змагання чекає 10 мільйонів доларів.
Кожен боєць аналізується в лабораторії для визначення його сили, і кожен отримує ін'єкцію наноботів, які передають на центральний комп'ютер інформацію про здібності людини. Везербі, оператор всієї цієї техніки, наглядає над процедурами. Після чого всім бійцям видають ідентифікаційні браслети, які пищать і відображають ім'я їх наступного супротивника. Незабаром починаються поєдинки, в яких Тіна, Крісті, Юан Фу, Хаябуса, Хелена, Байман і Зак просуваються у другий раунд. Поєдинки показані на екранах острова і виглядають як бої з ігор.
Тим часом, Касумі згадує про свого брата, Хаяте, і як він колись врятував її від жорстоких викрадачів. Відразу після сутички, Хаяте тоді отримав свій сюрикен DOA і вирішив залишити клан, незважаючи на те, що цим він підписав собі смертний вирок. Перед її першим поєдинком, Донован їй пояснює, що Хаяте був переможений торік Леоном, і він впав з обриву. Тіло тоді так і не знайшли. І тут Касумі виявляє, що її противником призначений Леон. Під час бою, вона розуміє, що його не так вже й складно перемогти, і більш досвідчений Хаяте нізащо б не програв йому.
Тим часом, Хаябуса і Касумі досягли півфіналу змагання, і всі бійці беруть відгул для відпочинку. На пляжі трапляється волейбольна гра (алюзія на гру «DOA: Extreme Beach Volleyball»), де Касумі і Тіна грають проти Хелени і Крісті. Використовуючи цю заминку, Хаябуса пробирається в глибину комплексу Донована, але потрапляє в пастку. На пляжі гра раптово переривається під час контрольного м'яча, коли в м'яч влучає сюрикен (не DOA). Касумі розуміє, що це її викликає Аяне.
Вони б'ються в бамбуковому гаю. Під час бою Касумі благає Аяне допомогти їй знайти Хаяте, оскільки вона знає про почуття Аяне по відношенню до Хаяте. Касумі нагадує їй, що коли Хаяте залишив клан, то Аяне його не переслідувала. Бій переривається прибуттям інших дівчат.
По закінченні перерви змагання поновлюється, і Тіна б'ється із Заком. Вони б'ються на забороненій площі, і Тіні ледве вдається перемогти Зака.
Залишається поєдинок між Хеленою і Крісті. Перед боєм Макс і Крісті обговорюють слова джерела Макса, що ключем до виявлення сховища Дугласа є Хелена. У сховищі — 100 мільйонів доларів і обидва злодії вирішують пограбувати DOA. Під час драматичного поєдинку під дощем, Крісті виявляє татуювання на шиї Хелени. Незважаючи на те, що зображення відволікає її, Крісті все ж вдається перемогти Хелену.
Повернувшись до Макса, вона згадує і розшифровує загадкове татуювання, вказуючи на місцезнаходження сховища — всередині тієї самої статуї Будди. З початком нового раунду, Тіна, Крісті і Касумі хвилюються за долю Хаябуси. Утрьох вони направляються в комплекс Донована, але самі потрапляють у пастку і опиняються в полоні.
Виявляється, Донован створив жахливий план — завантажити всю інформацію з наноботів чотирьох найкращих бійців DOA, створивши технологію, яка дозволить людині адаптуватися до будь-якого стилю бойових мистецтв і перемогти будь-якого бійця. Технологію створив Везербі, який не знав про підступні плани Донована.
Везербі, який давно був закоханий в Хелену, розкриває їй, що її батько Фейм Дуглас протестував проти ідеї Донована, і тієї ж ночі був убитий (відео показує, що вбивцею був Байман). Після того, як Везербі сказав, що її батько пишався б тим, чого вона досягла, незважаючи на те, що вона не змогла перемогти Крісті, Хелена впевнено вирішує зупинити Донована. Донован спостерігає за цим через всюдисущі камери острова і посилає свої сили безпеки зупинити порушників порядку. Хелена б'ється із загоном охоронців, і вони прориваються всередину комплексу. Тим часом, Донован вирішує протестувати нову технологію поєдинком з Хаяте, якого він цілий рік тримав під замком. Давши слово, що відпустить його сестру і друга, якщо Хаяте буде битися, Донован успішно тестує свої нові навички. Виявляється, за боєм спостерігали бажаючі придбати програму. Перемігши Хаяте, він скидає його в прірву, але Хаяте ловить Аяне, здивована, але щаслива, що її коханий живий.
Донован починає передавати програму покупцям, але Везербі вдається перервати передачу вчасно. Поки все це відбувається, Макс виявляє сховище Дугласа і вдирається в нього. Але його перехоплює Байман, який за наказом Донована відключає Макса і забирає гроші.
Дізнавшись, що Везербі зв'язався з ЦРУ, Донован пробивається до свого командного центру, де його безуспішно намагається утримати Хелена, даючи Везербі час, щоб відкрити капсули з чотирма бійцями. Відключивши Хелену і Везербі, Донован активізує трихвилинний відлік до самознищення бази і тікає. Четверо дівчат вступають в бій з Донованом, який все одно виявляється сильнішим, завдяки особливим окулярам, які передбачають кожен рух бійців.
Тим часом, за допомогою Макса і Везербі, Хаябуса перемагає Баймана. Після складного бою, Крісті вдається збити з Донована його окуляри, роблячи його практично беззахисним. Касумі і Хаяте потім добивають його, Касумі вставляє голку в його шию, паралізуючи його. Всі бійці стрибають з обриву в море, а Везербі, Макс і Хаябуса використовують рятувальний люк. Байман і Донован гинуть при вибуху.
Діставши човен від тих самих піратів, група спливає з острова DOA. Повернувшись у свій палац, Касумі та четверо інших дівчат (разом з Аяне) готуються битися з трьома сотнями воїнів її клану.

## У ролях
- Джеймі Пресслі — Тіна Армстронг
- Девон Аокі — Касумі
- Холлі Веланс — Крісті Аллен
- Ерік Робертс — доктор Віктор Донован
- Сара Картер — Хелена Дуглас
- Натассія Мальті — Аяне
- Меттью Марсден — Максимільян Марш
- Кевін Неш — Басс Армстронг
- Браян Джозеф Уайт — Зак
- Стів Хауї — Везербі
- Коллін Чоу — Хаяте
- Кейн Косугі — Рю Хаябуса
- Сільвіо Сімак — Леон
- Дерек Бойер — Байман
- Робін Шу — Пірат